# Isabel Calduch i Rovira
Josefina Calduch i Rovira (Alcalà de Xivert, Baix Maestrat, 9 de maig de 1882 - Coves de Vinromà, 14 d'abril de 1937) fou una religiosa valenciana, monja, clarissa caputxina morta màrtir en començar la Guerra Civil espanyola. És venerada com a beata per l'Església catòlica.

## Biografia
Nascuda en una família molt religiosa, els seus pares li feien donar a ella mateixa almoines als pobres per acostumar-la a les obres de caritat. Tot i que s'havia plantejat casar-se, i acceptà el festeig amb un jove del seu poble, va canviar d'idea i volgué fer-se religiosa. Va entrar en el convent de clarisses caputxines de Castelló de la Plana l'any 1900, i va professar-hi el 28 d'abril de 1901 amb el nom de sor Isabel.
De tarannà pacífic i amable, era una religiosa modèlica i molt observant de la disciplina; durant sis anys fou mestra de novícies. En esclatar la Guerra civil espanyola, va haver de deixar el monestir i marxar al seu poble amb un germà seu capellà, on fou arrestada el 13 d'abril de 1937. Fou afusellada l'endemà a Coves de Vinromà, i el seu germà ho fou poc després.
Va ser beatificada l'11 de març de 2001 per Joan Pau II, juntament amb altres religiosos morts durant la guerra.